# ブリゼペ
ブリゼペ（フランス語:Brise-épéé）は、フランスの武器の一つ。主に左手用短剣の総称であり、左手に持って使う。イタリアの防御用短剣シニストラがその源流とされている。16世紀後期には剣封じ短剣として剣身が三つ又に開き、16世紀末になると剣折り短剣として片刃が鋸状になっていた。

## 種類
- ソードブレイカー
- トリプルダガー
- スコティッシュダガー
- マン・ゴーシュ
- スティレット